# 中国人民解放军广州军区

广州军区管辖范围

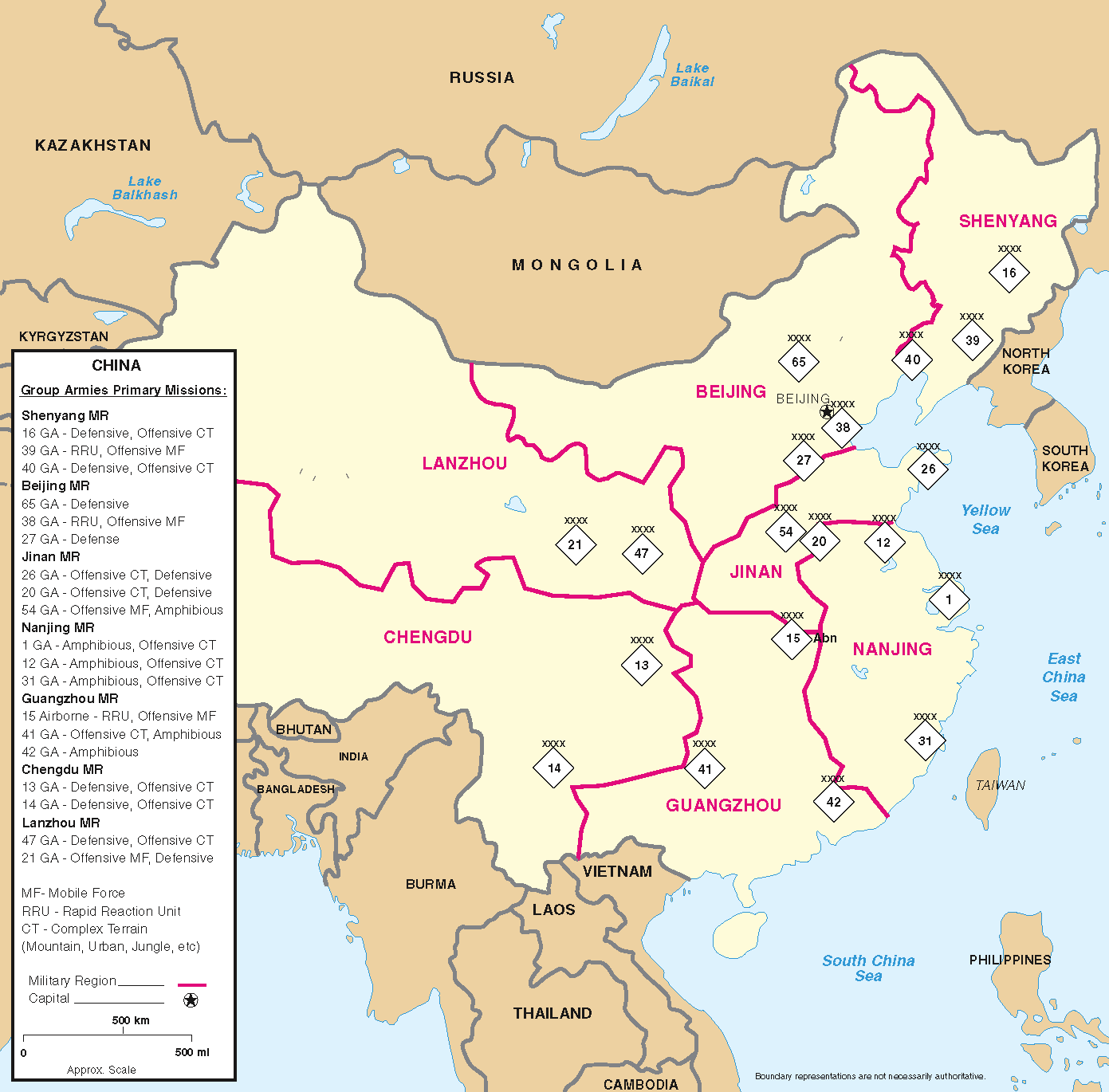
大军区撤销前夕的大军区划分与陆军集团军分布

中国人民解放军广州军区，是中国人民解放军大军区之一，是战略区域内合成军队的最高领导指挥机关，负责广东、广西、湖北、湖南、海南等5个省级行政区内陆、海、空军部队作战指挥和所属部队的军事、政治、后勤工作，领导辖区内的民兵、兵役、动员工作和战场建设。军区机关驻广州市。2016年在深化国防和军队改革中撤销，由新成立的中部战区和南部战区接替。

## 沿革

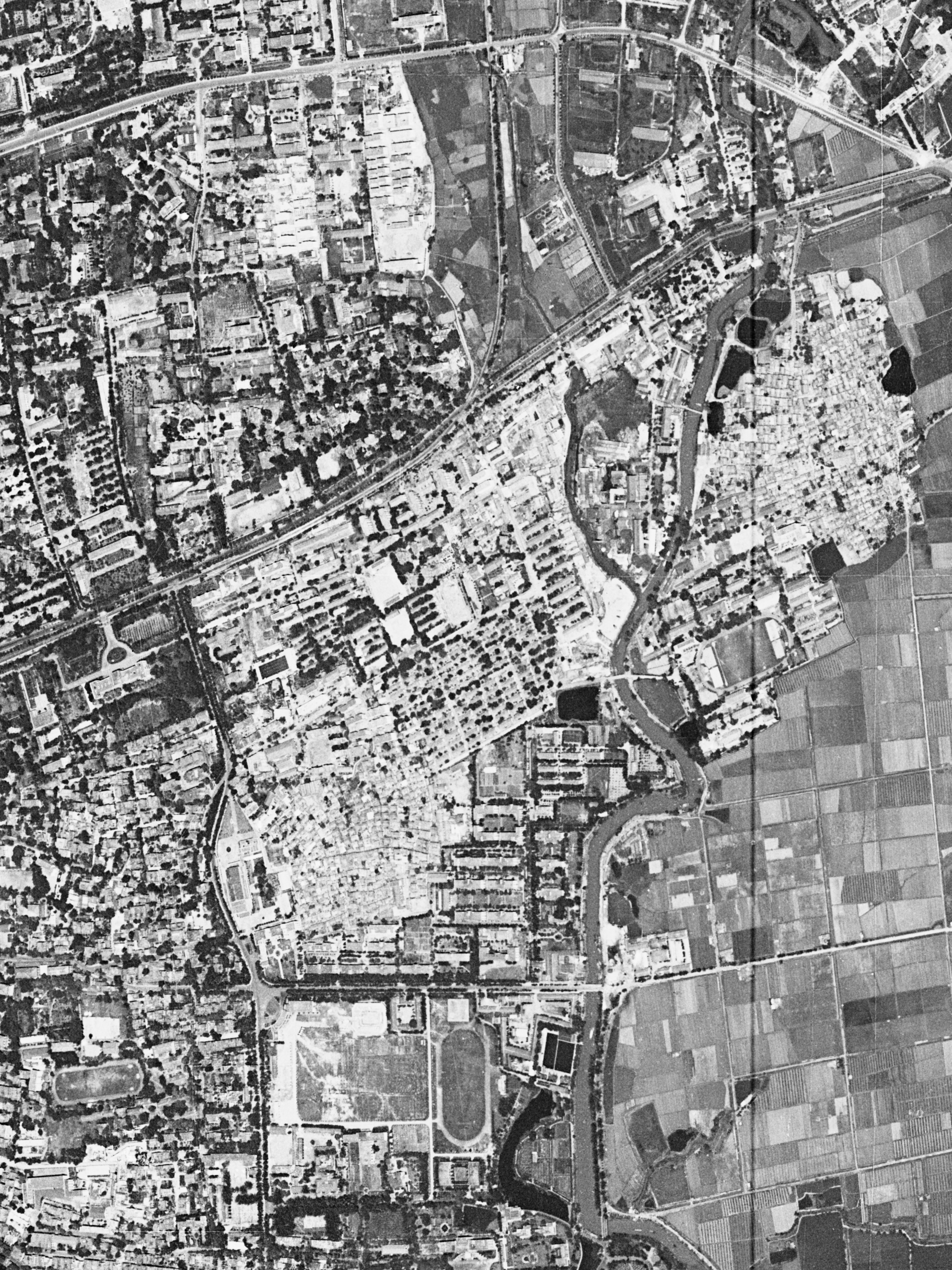
寺右村附近广州军区司令部卫星图（1966年）

1949年3月11日，东北野战军改称中国人民解放军第四野战军（简称“四野”）。同年5月，第四野战军领导机关同中原军区领导机关合并，组成中国人民解放军第四野战军兼华中军区。6月上旬，第四野战军主力渡过长江。9月中旬，第四军野战军并指挥第二野战军第四兵团，分三路迂回包抄南撤的国军华中军政长官白崇禧集团以及在广东的华南军政长官余汉谋集团，10月中旬和下旬分别在湖南衡阳、宝庆（今邵阳）地区及广东广州、阳江、阳春地区歼灭其10万多人；到12月中旬，又在粤桂边地区歼灭其17万多人。
1950年1月1日，第四野战军兼华中军区改称中国人民解放军中南军区兼第四野战军，直属中央人民政府人民革命军事委员会领导，领导机关驻湖北省汉口，是中南地区最高军事领导机关。下辖河南军区、湖北军区、湖南军区、广西军区、广东军区（后华南军区）、江西军区共6个军区，4个兵团部16个军，及工兵、炮兵、铁道兵等部队和中南军政大学（一至六分校）等，共153万人。1950年10月1日，中央军委主席毛泽东签署命令，公布《中华人民共和国国防军陆军部队暂行编制表》，规定国防军以军为指挥单位，撤销兵团一级机构；撤销野战军一级番号，野战军机构同军区机构合并。此后，中南军区兼第四野战军逐步按《暂行编制表》整编。1952年7月，军区机关移驻广州市。同年12月，辖河南军区、湖北军区、湖南军区、江西军区、广西军区、海南军区兼第四十三军，粤中、粤东、粤西、粤北军区，中南军区防空司令部、炮兵司令部、公安部队司令部、广东武装工作部，第四十一、四十二、五十四、五十五军。
1955年2月11日，国务院、国防部命令：中南军区改称中国人民解放军广州军区，领导机关驻广州市。4月15日，依据国务院2月11日的决定，中南军区改编为广州军区，即日起启用新番号，撤销中南军区兼第四野战军番号。原辖的江西军区划归南京军区建制；以湖北军区为基础组成武汉军区兼湖北军区，辖河南军区。广州军区下辖湖南军区、广西军区，广州军区公安部队部兼广东军区，海南军区兼第四十三军，第四十一、四十二、四十七、五十五军，广州军区防空部队司令部，广州军区炮兵、装甲兵、工程兵司令部和院校。1969年增辖中国人民解放军广州军区生产建设兵团。后经多次整编和调整，到1985年10月精简整编后，广州军区辖湖北省军区、湖南省军区、广东省军区，广西军区，海南军区，桂林陆军学院及53010（陆军第四十一集团军）、53200（陆军第四十二集团军）等部队。
广州军区成立后，结合本战区的作战任务，开展了亚热带山岳丛林地作战、抗登陆作战、渡海登陆作战、战区防御作战等演习。遵照中央军委的命令，指挥本战区陆海空军部队、民兵击败了台湾中华民国国军、武装特务对东南沿海地区的进犯，并取得了西沙自卫反击战、对越自卫还击战的胜利。广州军区部队及其五省（区）的民兵先后参与完成了架设第一座黄河浮桥，修筑湘黔铁路、枝柳铁路、雷州青年运河、大亚湾核电站等重点建设工程。支援地方抢险救灾，植树造林，围海造田。发展生产经营，减轻人民负担。涌现出“法卡山英雄营”等先进集体以及欧阳海等英雄模范人物。
2016年，在深化国防和军队改革中，撤销广州军区，成立中国人民解放军广州军区善后工作办公室。

## 编制
军区领导机关和直属队
中南军区兼第四野战军领导机关设司令部、政治部、干部管理部、后方勤务部。另外军区直属部、处有军法处、营房建筑部、广东武装工作部、直属政治部、财务部（由后勤部财务部改隶）、中南军区工程兵部、中南军区装甲兵部、防化学兵处。
1955年4月，广州军区领导机关设司令部、政治部、干部部、后方勤务部、财务部、军械部、营房建筑部、军事训练处、防化学兵处及军事法院、军事检察院。后经多次整编，到1958年10月，广州军区机关设司令部、政治部、后勤部。将军事训练处、防化学兵处编入司令部；将干部部、军事法院、军事检察院编入政治部；将财务部、军械部、营房建筑部编入后勤部。此后机关三大部体制沿袭至1997年。
1998年，各大军区成立装备部。1998年11月，各大军区后勤部改为联勤部，对辖区内的陆海空军和二炮部队实行联勤保障。
所辖部队
1950年1月中南军区兼第四野战军下辖：
- 军区6个：河南军区、湖北军区、湖南军区、广西军区、广东军区（后为华南军区）、江西军区
- 兵团部4个：第十二兵团兼湖南军区（辖第四十、第四十五、第四十六军），第十三兵团兼广西军区（辖第三十八、第四十七、第四十九军），第十五兵团兼广东军区（辖第四十三、第四十四、第四十八军），第二十一兵团（辖第五十二、第五十三军）。
- 直属部队：第三十九、第四十一、第四十二、第五十、第五十一军，两广纵队，骑兵第五师，第一五三、第一五五师。
- 其他：特种兵司令部、铁道运输司令部、中南军政大学（一至六分校）[2][4]。

此后先后成立：
- 中南军区防空司令部：1952年7月由华南军区防空司令部改称。
- 中南军区公安司令部：1950年11月成立，1951年1月授予番号，1952年10月改称中南军区公安部队司令部，1954年9月改称中南军区公安部队部兼广东军区。
- 中南军区炮兵司令部：1952年7月成立，1954年12月改称中南军区炮兵部。
- 中南军区工程部队司令部：1952年7月由荆江水利工程部队司令部改称，1953年3月撤销。
- 林业工程师：1952年6月，中南军区成立两个林业工程师，同年10月集体转业归华南垦殖总局建制[2]。

1955年中南军区改为广州军区后下辖：
- 湖南省军区：初为湖南军区。1955年7月改称湖南省军区。
- 广西军区：初为广西军区。1955年改称广西省军区。1958年改称广西军区。
- 广东省军区：初为广州军区公安军司令部兼广东军区。1956年分编为广州军区公安军司令部和广东军区。1960年6月改称广东省军区。
- 海南省军区：初为海南军区兼第四十三军。1961年8月撤销第四十三军番号，海南军区免兼第四十三军，改称海南军区。2004年11月改称海南省军区。
- 湖北省军区：原隶武汉军区。1985年武汉军区撤销，转隶广州军区。
- 广州军区炮兵司令部：1955年7月中南军区炮兵部改称广州军区炮兵司令部。1959年2月扩编为广州军区炮兵，直属广州军区。1975年12月改为广州军区炮兵司令部。1982年12月缩编为广州军区司令部炮兵部。
- 广州军区工程兵：1955年4月中南军区工程兵部改称广州军区工程兵部。7月改称广州军区工程兵司令部。1976年1月缩编为广州军区司令部工程兵部。1978年11月扩编为广州军区工程兵，直属广州军区。1982年12月又缩编为广州军区司令部工程兵部。
- 广州军区装甲兵司令部：1955年4月中南军区装甲兵部改称广州军区装甲兵部。7月改称广州军区装甲兵司令部。1958年4月缩编为广州军区司令部装甲兵处。1959年5月恢复广州军区装甲兵司令部。1970年1月缩编为广州军区司令部装甲兵部。
- 广州军区防空军司令部：1955年4月中南军区防空司令部改称广州军区防空部队司令部。原河南省、湖北省防区划归武汉军区，江西防区划归南京军区。7月改称广州军区防空军司令部。1957年5月，根据中央军委关于广州军区防空军与广州军区空军合并的指示，将广州军区防空军司令部所属机关、部队全部并入广州军区空军，撤销广州军区防空军司令部番号。
- 广州军区公安军司令部：1955年7月中南军区公安部队部兼广东军区改称广州军区公安军司令部兼广东军区。1956年6月，根据国防部4月20日指示，广州军区公安军司令部兼广东军区分编为广州军区公安军司令部和广东军区。广州军区公安军司令部管理湖南省、广东省、广西省边防、内卫部队及一切边防公安业务。1957年6月，根据中共中央军委1月22日决定，撤销广州军区公安军司令部番号，原辖的边防检查处、边防侦察处、海上巡逻处及4个海上巡逻队拨归广东军区建制领导；其他驻广西省、湖南省、广东省大陆及海南岛的部队分别就地划归广西省军区、湖南省军区和广东省军区、海南军区兼第四十三军建制领导。
- 陆军第四十一集团军（0494部队，后为53010部队，又改为75100部队）：第四十一军原隶中南军区，1955年4月中南军区撤销，改隶广州军区。1960年改称陆军第四十一军。1985年改为陆军第四十一集团军。
- 陆军第四十二集团军（0952部队，后为53200部队，又改为75200部队）：第四十二军原隶中南军区，1955年4月中南军区撤销，改隶广州军区。1960年改称陆军第四十二军。1985年改为陆军第四十二集团军。
- 陆军第四十七军：第四十七军原隶中南军区，1955年4月中南军区撤销，改隶广州军区。1960年改称陆军第四十七军。1970年移防陕西，转隶兰州军区。
- 陆军第五十五军（0476部队，后为53500部队）：第五十五军原隶中南军区，1955年4月中南军区撤销，改隶广州军区。1960年改称陆军第五十五军。1985年10月撤销番号。
- 万山要塞区：前身是海军南海舰队万虎要塞区。1960年1月11日中央军委批复海军，同意将万虎要塞区自2月1日起归广州军区建制领导。6月18日，总参谋部电复广州军区，同意将海军万虎要塞区改称万山要塞区。1980年12月改称守备第十一师。
- 广州军区生产建设兵团：1969年成立，归广州军区建制，受广州军区和广东省革命委员会双重领导。1974年6月撤销番号[2]。
- 驻香港部队[3]
- 驻澳门部队[3]

接受军兵种机关和广州军区双重领导的有：
- 海军南海舰队：受海军和广州军区双重领导。
- 广州军区空军：受空军和广州军区双重领导[2]。

## 历任领导
| 司令员 - 林彪（1949年12月—1955年3月，中南军区兼第四野战军司令员） - 叶剑英（1952年6月—1955年3月，中南军区兼第四野战军代司令员） - 黄永胜 上将（1955年3月—1969年7月） - 李天佑 上将（1958年1月—1960年12月，代司令员） - 丁盛（1969年7月—1973年12月） - 许世友（1973年12月—1980年1月） - 吴克华（1980年1月—1982年10月） - 尤太忠（1982年10月—1987年12月） - 张万年 上将（1987年12月—1990年4月） - 刘存智 中将（1989年5月—6月，代司令员） - 朱敦法 上将（1990年4月—1992年10月） - 李希林 上将（1992年10月—1995年12月） - 陶伯钧 上将（1995年12月—2002年1月） - 刘镇武 上将（2002年1月—2007年6月） - 章沁生 上将（2007年6月—2009年12月） - 徐粉林 上将（2009年12月—2016年1月） 副司令员 - 叶剑英（1952年6月—1955年3月，中南军区兼第四野战军副司令员） - 黄永胜（1954年3月—1955年3月，中南军区兼第四野战军第二副司令员） - 王树声（1954年3月—1955年3月，中南军区兼第四野战军第三副司令员兼湖北军区司令员） - 陈再道（1954年3月—1955年3月，中南军区兼第四野战军第四副司令员兼河南军区司令员） - 文年生 中将（1955年3月—1968年6月被迫害致死，1955年9月前兼后勤部部长） - 梁兴初 中将（1955年3月—1967年3月） - 詹才芳 中将（1955年3月—1975年8月） - 李天佑 上将（1957年8月—1962年9月，第一副司令员） - 吴富善 中将（1960年3月—1968年5月，兼军区空军司令员） - 温玉成 中将（1960年5月—1967年11月，1964年8月前兼司令部参谋长） - 庄田 中将（1960年5月—1966年5月） - 杨梅生 中将（1961年4月—1975年8月） - 吴瑞林 中将（1963年11月—1968年8月，兼南海舰队司令员） - 江燮元（1967年8月—1982年10月） - 吴纯仁（1967年12月—1977年12月） - 丁盛（1968年2月—1969年7月） - 邱国光（1968年2月—1975年8月） - 叶建民（1968年5月—1982年10月） - 黄荣海（1969年11月—1982年10月） - 欧致富（1969年11月—1982年6月） - 颜德明（1969年11月—1975年8月） - 陈海涵（1969年11月—1975年8月） - 钟赤兵（1971年10月—1975年8月） - 吴富善（1974年2月—1975年8月，兼军区空军司令员） - 刘鹤翘（1976年10月—1982年10月，兼军区空军司令员） - 鲁瑞林（1977年5月—12月） - 吴忠（1977年9月—1980年1月） - 刘昌毅（1978年12月—1982年10月） - 朱月华（1980年12月—1985年6月） - 徐芳春（1981年12月—1984年5月） - 张序登（1982年10月—1985年6月） - 刘存智（1985年6月—1990年4月） - 张万年（1985年6月—1987年12月） - 陈明山（1987年9月—1988年1月，兼南海舰队司令员） - 刘鹤翘 空军中将（1987年11月—1993年，兼军区空军司令员） - 高振家 海军中将（1988年1月—1993年12月，兼南海舰队司令员） - 李新良 中将（1988年2月—1992年10月） - 李希林 中将（1990年4月—1992年10月） - 周玉书 中将（1992年12月—1995年12月） - 王申 中将（1992年12月—1994年12月） - 杨正刚 空军中将（1993年1月—1997年11月，兼军区空军司令员） - 陶伯钧 中将（1993年12月—1995年12月） - 何林忠 海军中将（1993年12月—1994年10月，兼南海舰队司令员） - 文国庆 中将（1994年12月—1999年2月） - 王永国 海军中将（1994年12月—2002年1月，兼南海舰队司令员） - 龚谷成 中将（1996年11月—2003年12月） - 谭冬生 中将（1997年—2003年12月） - 韩瑞阶 空军中将（1997年11月—2001年1月，兼军区空军司令员） - 刘镇武 中将（1999年1月—2002年1月） - 卢登华 空军中将（2000年12月—2003年12月，兼军区空军司令员） - 宋文汉 中将（2002年1月—11月） - 吴胜利 海军中将（2002年1月—2004年7月，兼南海舰队司令员） - 欧金谷 中将（2002年11月—2008年1月） - 丁寿岳 中将（2003年12月—2008年1月） - 高春翔 中将（2003年12月—2008年1月） - 高守维 空军中将（2003年12月—2011年6月，兼军区空军司令员） - 顾文根 海军中将（2004年7月—2007年12月，兼南海舰队司令员） - 王继堂 中将（2008年1月—2009年12月） - 郑勤 中将（2008年1月—2014年12月） - 吕丁文 中将（2008年1月—2014年6月） - 苏士亮 海军中将（2008年1月—2009年1月，兼南海舰队司令员） - 苏支前 海军中将（2009年1月—2010年12月，兼南海舰队司令员） - 王治民 中将（2009年12月—2014年6月） - 邢书成 中将（2010年12月—2016年1月） - 蒋伟烈 海军中将（2010年12月—2014年12月，兼南海舰队司令员） - 张建平 中将（2011年6月—2012年12月，兼军区空军司令员） - 徐安祥 空军中将（2012年12月—2016年1月，兼军区空军司令员） - 陈照海 中将（2014年6月—2016年1月） - 王晓军 中将（2014年6月—2016年1月） - 贾晓炜 中将（2014年12月—2016年1月） - 沈金龙 海军中将（2014年12月—2016年1月，兼南海舰队司令员） | 政治委员 - 罗荣桓（1949年12月—1955年3月，中南军区兼第四野战军第一政治委员） - 邓子恢（1949年12月—1955年3月，中南军区兼第四野战军第二政治委员） - 谭政（1950年3月—1955年3月，中南军区兼第四野战军第三政治委员） - 陶铸（1955年3月—1966年11月，第一政治委员，兼任） - 刘兴元 中将（1959年11月—1972年3月，第二政治委员） - 韦国清（1966年11月—1980年1月，第一政治委员，1977年8月后为总政治部主任兼） - 赵紫阳（1966年11月—1967年5月，第三政治委员，兼任；1974年4月—1975年10月，政治委员，兼任） - 孔石泉（1966年11月—1967年5月，第四政治委员；1967年5月—1972年3月，第三政治委员；1972年3月—1974年4月，第二政治委员；1974年4月—1977年9月，政治委员） - 韦祖珍（1971年1月—1978年7月，兼任） - 任思忠（1971年1月—1974年4月） - 华国锋（1971年10月—1975年8月，兼任） - 张平化（1975年8月—1977年5月，兼任） - 向仲华（1977年9月—1980年1月，政治委员；1980年1月—1981年5月，第二政治委员） - 习仲勋（1978年7月—1980年1月，第二政治委员，兼任；1980年1月—8月，第一政治委员，兼任） - 王猛（1981年7月—1985年6月） - 张仲先 中将（1985年6月—1992年10月） - 史玉孝 上将（1992年10月—1998年8月） - 刘书田 上将（1998年8月—2003年12月） - 杨德清 上将（2003年12月—2007年9月） - 张阳 上将（2007年9月—2012年10月） - 魏亮 上将（2012年10月—2016年1月） 副政治委员 - 谭政（1949年12月—1950年3月，中南军区兼第四野战军副政治委员） - 刘兴元 中将（1955年3月—1959年11月） - 晏福生 中将（1961年4月—1975年8月） - 方正平 中将（1964年6月—1975年8月，兼南海舰队政治委员） - 肖元礼（1965年5月—1975年8月） - 郭成柱（1965年5月—1972年8月） - 陈发洪（1965年5月—1970年3月） - 任思忠（1967年12月—1971年2月，1968年7月前兼政治部主任） - 杨树根（1969年10月—1982年10月） - 訾修林（1969年11月—1975年8月） - 卜占亚（1970年5月—1973年7月） - 钟汉华（1972年5月—1975年8月） - 彭嘉庆（1972年11月—1975年8月） - 邓逸凡（1975年7月—8月） - 姜林东（1975年8月—1982年10月） - 单印章（1975年8月—1985年6月） - 邓逸凡（1977年12月—1982年10月） - 谷景生（1978年12月—1980年12月） - 卢伟如（1982年10月—1985年1月） - 刘安元（1985年6月—1987年11月） - 谷善庆 少将（1988年4月—1990年4月） - 高天正 中将（1990年4月—1994年12月） - 刘新增 中将（1990年4月—1994年12月） - 王同琢 中将（1994年12月—2003年12月） - 刘书田 中将（1994年12月—1998年8月） - 张国初 中将（1998年8月—2004年12月） - 马国文 中将（2000年12月—2004年12月） - 邬华扬 海军中将（2001年7月—2003年6月，兼南海舰队政治委员） - 朱永清 空军中将（2001年7月—2006年8月，兼军区空军政治委员） - 童世平 海军中将（2003年6月—2004年12月，兼南海舰队政治委员） - 周遇奇 中将（2004年12月—2008年1月） - 陈国令 中将（2004年12月—2007年6月） - 徐一天 海军中将（2004年12月—2005年12月，兼南海舰队政治委员） - 黄嘉祥 海军中将（2005年12月—2012年6月，兼南海舰队政治委员） - 王玉发 空军中将（2006年8月—2012年12月，兼军区空军政治委员） - 张汝成 中将（2007年6月—2012年6月） - 田义功 中将（2008年1月—2012年12月） - 刘良凯 中将（2010年7月—2012年6月） - 刘长银 中将（2012年6月—2016年1月） - 王登平 海军中将（2012年6月—2014年12月，兼南海舰队政治委员） - 杨玉文 中将（2012年12月—2016年1月） - 胡秀堂 空军中将（2012年12月—2014年12月，兼军区空军政治委员） - 刘明利 海军中将（2014年12月—2016年1月，兼南海舰队政治委员） - 安兆庆 空军中将（2014年12月—2016年1月，兼军区空军政治委员） 顾问 （1975年设顾问，1985年撤销） - 吴富善（1975年8月—1975年10月） - 彭嘉庆（1975年8月—1983年5月） - 陈海涵（1975年8月—1983年5月） - 颜德明（1975年8月—1983年5月） - 肖元礼（1975年8月—1976年10月；1982年10月—1983年5月） - 晏福生（1975年8月—1983年5月） - 邓逸凡（1975年8月—1977年12月） - 庄田（1975年8月—1984年2月） - 詹才芳（1977年12月—1983年5月） - 鲁瑞林（1977年12月—1980年1月） - 赖春风（1978年12月—1983年5月） - 陈德（1980年12月—1983年5月） - 李福泽（1980年10月—1983年5月） - 黄荣海（1983年5月—1985年6月） - 姜林东（1983年5月—1985年6月） |

| 参谋长 - 萧克（1949年10月—1950年4月，中南军区兼第四野战军第一参谋长） - 赵尔陆（1949年10月—1952年6月，中南军区兼第四野战军第二参谋长） - 黄永胜（1952年6月—1955年3月，中南军区兼第四野战军参谋长，1954年3月后为兼任） - 韩先楚（1953年4月—1954年2月，中南军区兼第四野战军参谋长） - 温玉成 中将（1957年9月—1960年5月，参谋长；1960年5月—1964年8月，副司令员兼司令部参谋长） - 陶汉章 少将（1964年8月—1967年8月，司令部参谋长） - 吴纯仁（1967年8月—12月，司令部参谋长） - 阎仲川（1967年12月—1969年5月，司令部参谋长） - 孙干卿（1969年11月—1977年12月，司令部参谋长） - 周德礼（1977年12月—1980年12月，司令部参谋长） - 朱英（1980年12月—1982年10月，司令部参谋长） - 刘存智（1982年10月—1983年2月，司令部参谋长；1983年2月—1985年6月，参谋长） - 李希林 中将（1985年6月—1990年4月） - 陈显华 中将（1990年4月—1992年10月） - 陶伯钧 中将（1992年11月—1993年12月） - 龚谷成 中将（1993年12月—1996年11月） - 宋文汉 中将（1997年—2002年1月） - 叶爱群 中将（2002年1月—2003年7月） - 高春翔 中将（2003年7月—12月） - 房峰辉 中将（2003年12月—2007年6月） - 徐粉林 中将（2007年6月—2009年12月） - 贾晓炜 中将（2009年12月—2014年12月） - 刘小午 中将（2014年12月—2016年1月） 副参谋长 - 聂鹤亭（1949年10月—1950年3月，中南军区兼第四野战军副参谋长） - 陈光（1949年10月—12月，中南军区兼第四野战军副参谋长） - 李聚奎（1950年3月—7月，中南军区兼第四野战军副参谋长） - 苏静（1950年3月—1952年1月，中南军区兼第四野战军副参谋长） - 文年生（1952年4月—1953年4月，中南军区兼第四野战军副参谋长；1954年2月—1955年3月，中南军区兼第四野战军第二副参谋长） - 杨至成（1954年2月—1955年3月，中南军区兼第四野战军第一副参谋长） - 李福泽 少将（1955年4月—1958年7月） - 高体乾 少将（1955年4月—1959年1月） - 欧致富 少将（1957年8月—1959年1月） - 黄一平 少将（1957年9月—1965年5月） - 叶建民 少将（1958年9月—1959年11月） - 赖春风 少将（1959年6月—1964年4月；1966年3月—1970年8月） - 胡继成 少将（1960年5月—1967年9月） - 黎原 少将（1960年6月—1965年5月） - 陈海涵 少将（1961年8月—1969年11月） - 李化民 少将（1963年6月—1968年5月） - 阎仲川 少将（1964年5月—1967年12月） - 颜德明（1965年5月—1969年11月） - 江燮元（1965年8月—1967年8月） - 廖仲符（1967年12月—1978年） - 张荣森（1968年2月—1968年9月） - 罗荣（1968年5月—1969年1月） - 王道全（1968年11月—1972年10月） - 霍成忠（1969年10月—？） - 刘子云（1969年11月—？） - 刘兴隆（1969年11月—？） - 陈宗坤（1969年11月—？） - 焦玉山（1969年11月—？） - 卫继烈（1969年11月—？） - 王朝平（1969年11月—？） - 刘如（1969年11年月—？） - 刘远生（1969年11月—？） - 张景耀（1969年11月28日—1970年4月27日） - 高宪魁（1970年2月—？） - 袁德良（1970年5月—？） - 周庆鸣（1975年5月—？） - 郑波（1975年6月—？） - 王鸿荣（1978年—1983年5月） - 李洪杰（1978年—1983年5月） - 李希林（1983年5月—1985年6月） - 迟云秀（1983年5月—1985年6月） - 陈显华（1983年5月—1985年8月） - 毕自峰 少将（1985年8月—1991年3月） - 曲长君 少将（1985年8月—1990年4月） - 李乾元 少将（1990年6月—1994年12月） - 吴湘庆 少将（1990年6月—？） - 宋文汉 少将（1992年—1996年11月） - 张德仁 少将（1992年—1996年6月） - 梁计秋 少将（？—？） - 林才文 少将（？—？） - 宋才文 少将（？—？） - 唐新秋 少将（1997年—2001年2月） - 陈义春 少将（？—？） - 于明初 海军少将（？—？） - 袁邦银 少将（？—？） - 韩林枝 少将（？—？） - 方良清 少将（？—？） - 李作成 少将（2002年1月—2008年1月） - 周瑞华 空军少将（？—？） - 钱晓林 少将（？—？） - 阎力平 少将（？—？） - 黎仕林 少将（？—？） - 刘联华 少将（2008年3月—？） - 孔见 少将（2009年6月—？） - 王郡里 少将（？—？） - 周松和 少将（？—2013年4月） - 许再华 少将（2012年7月—2016年1月） - 肖运洪 少将（2013年6月—？） - 陈守民 少将（？—2014年8月） - 范小兵 少将（？—？） - 郑元林 空军少将（2014年2月—？，兼军区空军参谋长） - 陈道祥 少将（2014年7月—？） - 郭玉军 海军少将（2014年12月—？，兼南海舰队参谋长） - 韩鹏 少将（2015年—？） 司令部顾问 （1975年设顾问，1985年撤销） - 周庆鸣（？—？） - 刘远生（？—？） - 卫继烈（？—？） - 刘子云（？—？） - 陈宗坤（？—？） - 赖春风（？—？） - 韩庄（？—？） - 廖仲符（？—？） - 罗荣（？—？） - 李洪杰（？—？） - 朱英（？—？） - 毛余（？—？） - 岳洪池（？—？） | 政治部主任 - 谭政（1949年10月—1950年3月，中南军区兼第四野战军政治部主任，1949年12月后为兼任） - 陶铸（1950年3月—1955年3月，中南军区兼第四野战军政治部主任） - 陈仁麒 中将（1955年3月—1959年11月） - 谢明 少将（1960年5月—1963年4月） - 刘兴元 中将（1963年4月—1965年5月，第二政治委员兼） - 相炜 少将（1965年5月—1967年8月） - 任思忠（1967年8月—1968年7月，1967年12月后为副政治委员兼） - 卜占亚（1968年7月—1970年5月） - 张战东（1970年5月—11月） - 于厚德（1970年11月—1977年12月） - 王淳（1977年12月—1980年12月） - 陈继德（1980年12月—1985年6月） - 张明远（1985年6月—1986年9月） - 高天正 中将（1988年2月—1990年4月） - 方祖岐 中将（1990年4月—1992年11月） - 雷鸣球 中将（1992年11月—1994年12月） - 张国初 中将（1994年12月—1998年8月） - 马国文 中将（1998年8月—2000年12月） - 周遇奇 中将（2000年12月—2004年12月） - 张阳 中将（2004年12月—2007年9月） - 郑卫平 中将（2007年9月—2012年10月） - 周为民 中将（2012年12月—2016年1月） 政治部副主任 - 陶铸（1949年10月—1950年3月，中南军区兼第四野战军政治部副主任） - 萧向荣（1951年12月—1952年1月，中南军区兼第四野战军政治部副主任） - 梁必业（1951年12月—1955年2月，中南军区兼第四野战军政治部副主任） - 邱会作（1952年8月—1955年4月，中南军区兼第四野战军政治部副主任；1955年4月—？，广州军区政治部副主任） - 肖元礼 少将（1955年11月—1965年5月） - 江峰 少将（1956年10月—1962年4月） - 李丙令 少将（1957年9月—1959年6月） - 郭成柱 少将（1959年2月—1965年5月） - 陈发洪 少将（1961年4月—1965年5月） - 王阑西 少将（1963年4月—1965年5月） - 谢镗忠 少将（1963年4月—1964年11月） - 江民风 少将（1965年1月—1967年8月） - 李福尧（1965年5月—？） - 陈青山（1965年5月—？） - 张战东（1967年8月—1970年5月） - 单印章（1968年2月15日—1975年8月30日） - 白相国（1968年11月—1973年10月） - 赵国楠（1969年11月—？） - 崔杰（1969年11月—1978年5月） - 李维英（1969年11月—？） - 陈志彬（1970年3月—？） - 宋焕文（1970年6月—？） - 魏佑铸（1970年6月—1975年8月） - 周绍明（1978年11月—1983年5月） - 于兴化（1978年12月—1983年5月） - 吴子实（？—？） - 修向辉（1983年5月—1985年8月31日） - 孙志诚（？—？） - 刘明仁 少将（1985年8月—1991年1月） - 刘桂楠 少将（1989年1月—？） - 张国初 少将（1993年6月1日—1994年12月8日） - 姚成友 少将（？—？） - 林少玉 少将（？—2004年） - 丁玉才 少将（？—？） - 邓汉民 少将（2002年11月—？） - 熊焰 少将（？—？） - 杨英凯 少将（？—？） - 徐昕民 少将（？—？） - 周为民 少将（2009年3月—？） - 韩伟 少将（？—？） - 吴社洲 少将（？—？） - 许进林 少将（2013年3月—？） - 陈大民 少将（？—2016年1月） - 陈家静 少将（？—？） 政治部顾问 （1975年设顾问，1985年撤销） - 崔杰（？—？） - 刘顺文（？—？） - 于兴化（？—？） - 王亮（？—？） 干部部部长 （1958年10月干部部划归政治部） - 谭政（1950年8月—1951年12月，中南军区兼第四野战军干部管理部部长，兼任） - 刘兴元（1951年12月—1955年3月，中南军区兼第四野战军干部管理部部长） - 郭成柱 少将（1955年3月—1958年10月） 干部部副部长 - 梁必业（1949年10月—1951年12月，中南军区兼第四野战军干部管理部副部长） - 刘兴元（1950年8月—1951年12月，中南军区兼第四野战军干部管理部副部长） - 林平（1952年6月—1954年9月，中南军区兼第四野战军干部管理部副部长） - 郭成柱（1954年3月—1955年3月，中南军区兼第四野战军干部管理部副部长） - 段纯和（？—？） |

| 后勤部部长 - 周纯全（1949年10月—1950年8月，中南军区兼第四野战军后方勤务部第一部长） - 李聚奎（1949年10月—1950年3月，中南军区兼第四野战军后方勤务部第二部长） - 杨至成（1950年8月—1954年10月，中南军区兼第四野战军后方勤务部部长，1954年2月后为第一副参谋长兼） - 张池明（1954年10月—1955年4月，中南军区兼第四野战军后方勤务部部长） - 文年生（1955年3月—1955年9月，副司令员兼） - 邱国光 少将（1955年12月—1968年2月） - 周庆鸣（1968年2月—1969年2月） - 靳兆西（1969年11月—1978年9月） - 赵遵康（1978年11月—1980年1月） - 徐芳春（1980年1月—1981年12月） - 常凤举（1983年2月—1985年6月） - 迟云秀 少将（1985年6月—1990年4月） - 陈德明 少将（1990年6月—1993年3月） - 陈添林 少将（1993年3月—1998年11月） 后勤部副部长 - 何敬之（1950年4月—1955年4月，中南军区兼第四野战军后方勤务部副部长） - 孙仪之（1950年9月—1951年11月，中南军区兼第四野战军后方勤务部副部长） - 姚醒吾（1951年1月—1954年6月，中南军区兼第四野战军后方勤务部副部长） - 吴自立 少将（1953年9月—1955年4月，中南军区兼第四野战军后方勤务部副部长；1955年4月—9月，广州军区后勤部副部长） - 李梓斌 少将（1955年5月—1965年2月） - 周庆鸣 少将（1959年6月—1968年2月） - 赵遵康 少将（1960年5月—1969年2月） - 吴家树（1961年9月—1978年5月） - 欧阳奕（1961年9月—1978年5月） - 叶坤（？—？） - 靳兆西（1965年7月—1969年11月） - 袁德良（1965年11月—1970年5月） - 郑本炎（？—1967年9月） - 王彬（1968年7月—1968年11月） - 郝恒莱（1968年11月—1969年2月） - 曾湘（1968年11月—1969年2月） - 张国兴（1969年11月—1978年11月） - 常凤举（1969年11月—1983年2月） - 柯本仁（1969年11月—1978年5月） - 琚洪运（1969年11月—1978年5月） - 李金元（1969年11月—1978年11月） - 魏德安（1969年11月—1976年1月） - 黎奇（1969年11月—1983年5月） - 李炳萱（1969年11月—1982年9月） - 王鸿荣（1970年1月—1983年5月） - 田养泉（1970年5月—1978年5月） - 王贵云（1971年5月—1983年5月） - 赵遵康（1975年5月—1978年11月） - 曾湘（1975年5月—1982年9月） - 郝恒莱（1975年5月—1982年9月） - 田希成（1978年5月—1983年5月） - 王毅（1983年5月—1985年11月） - 陈德明 少将（1983年5月—1990年6月） - 李书健 少将（1985年8月—1990年6月） - 周金喜 少将（1990年5月—1993年3月） - 袁源 少将（1990年5月—？） - 张国泉 少将（1992年10月—1998年10月） - 吴亚明 少将（1994年3月—1997年3月） - 王长庆 少将（1995年2月—1998年10月） 联勤部部长 - 陈添林 少将（1998年11月—2001年2月） - 唐新秋 少将（2001年2月—2005年1月） - 吕德松 少将（2005年1月—2009年5月） - 王晓军 少将（2009年5月—2010年12月） - 王玉仁 少将（2011年3月—2014年12月） - 盖龙云 少将（2014年12月—2016年1月） 联勤部副部长 - 张国泉 少将（1998年10月—2000年3月） - 吴亚明 少将（1998年10月—？） - 王长庆 少将（1998年10月—2004年） - 孙方敏 少将（1999年11月—？） - 黎仕林 少将（2000年5月—2008年2月） - 牟方本 少将（2002年10月—？） - 周炳坤 少将（？—？） - 刘检成 少将（2008年3月—？） - 刘峻嶂 少将（2009年5月—？） - 陈剑锋 少将（2009年6月—2015年1月） - 刘坚 少将（？—？） - 聂荣锋 少将（2012年10月—？） - 张中湘 少将（2012年12月—2015年4月） - 刘瑞武 少将（？—？） | 后勤部政治委员 - 陈沂（1949年10月—1950年6月，中南军区兼第四野战军后方勤务部政治委员） - 周纯全（1950年8月—1951年1月，中南军区兼第四野战军后方勤务部政治委员） - 杨至成（1951年1月—1952年4月，中南军区兼第四野战军后方勤务部政治委员，兼任） - 张池明（1952年4月—1955年4月，中南军区兼第四野战军后方勤务部政治委员，1954年10月后为后勤部部长兼） - 潘振武 少将（1956年3月—1959年3月） - 杨树根 少将（1959年10月—1964年4月） - 方毅华 少将（1964年11月—1978年11月） - 赵力宽（1978年11月—1983年2月） - 刘智民 少将（1983年2月—1990年6月） - 李书健 少将（1990年6月—1994年3月） - 何耀东 少将（1994年3月—1998年11月） 后勤部副政治委员 - 潘振武 少将（1949年10月—1955年4月，中南军区兼第四野战军后方勤务部副政治委员；1955年4月—1956年3月，广州军区后勤部副政治委员） - 卢文新 少将（1955年10月—1956年11月；1957年12月—1965年8月） - 訾修林 大校（1956年11月—1960年6月） - 高先贵 少将（1960年6月—1978年5月） - 宋焕文 大校（1965年2月—1970年6月） - 黎新民 少将（1960年7月—1965年11月） - 张荣亭（1967年8月—1968年6月） - 王彬（1968年11月—1978年5月） - 王淳（1969年3月—1980年12月） - 胡善德（1969年11月—1983年5月） - 周杰（1969年11月—1982年9月） - 崔琳（1970年5月—1978年5月） - 汪砺峰（1971年1月—1975年3月） - 肖泽泉（1971年2月—1980年7月） - 李克（1978年5月—1983年5月） - 郭鹏（1978年5月—1983年5月） - 杨仕斌（1978年11月—1985年8月） - 刘智民（1980年7月—1983年2月） - 张觉 少将（1983年5月—1985年9月；1990年9月—1992年3月） - 梁同效 少将（1989年9月—？） - 詹克勋 少将（1992年3月—？） - 尉国敏 少将（1997年3月—1998年10月） 后勤部顾问 （1975年设顾问，1985年撤销） - 吴家树（？—？） - 田养泉（？—？） - 高先贵（？—？） - 崔琳（？—？） - 欧阳奕（？—？） - 李金元（？—？） - 张国兴（？—？） - 刘光信（？—？） - 琚洪运（？—？） - 王彬（？—？） - 赵遵康（？—？） - 袁德良（？—？） - 燕冼生（？—？） - 刘朝佐（？—？） - 宋维舟（？—？） - 李炳萱（？—？） - 曾湘（？—？） - 王贵云（？—？） - 黎奇（？—？） - 李玉贵（？—？） - 于鸣兴（？—？） 联勤部政治委员 - 何耀东 少将（1998年11月—2001年1月） - 钟渭贤 少将（2001年1月—2004年7月） - 刘长银 少将（2004年7月—2010年7月） - 周为民 少将（2011年—2012年12月） - 吴社洲 少将（2013年3月—2014年12月） - 许进林 少将（2015年—2016年1月） 联勤部副政治委员 - 尉国敏 少将（？—？） - 韩伟 少将（2004年6月—？） - 部庆 少将（？—？） - 吕强 少将（？—？） - 陈家静 少将（？—？） - 常信民 少将（？—？） |

| 装备部部长 - 欧金谷 少将（1998年10月—2002年7月） - 宋生才 少将（2002年7月—2003年12月） - 吕丁文 少将（2003年12月—2008年1月） - 王晓军 少将（2008年2月—2009年5月） - 阎力平 少将（2009年5月—2014年6月） - 祝庆生 少将（2014年6月—2016年1月） 装备部副部长 - 吕丁文 少将（1998年8月—2003年12月） - 周炳坤 少将（1999年9月—？） - 杜吉昭 少将（？—2004年） - 杨星球 少将（？—？） - 周长江 少将（？—？） - 吴晓伟 少将（？—？） - 刘蒙 少将（？—？） - 马改河 少将（？—？） - 刘国朋 少将（？—？） - 周华君 少将（？—2016年1月） | 纪律检查委员会（监察委员会）书记 - 刘兴元 中将（1955年12月—1963年5月） - 晏福生 中将（1963年6月—1968年12月） - 卢伟如（1983年12月—1985年1月） - 张序登 中将（1985年9月—1990年4月） - 刘新增 中将（1990年4月—1994年12月，副政治委员兼） - 刘书田 中将（1994年12月—1998年8月，副政治委员兼） - 王同琢 中将（1998年10月—2003年12月，副政治委员兼） - 陈国令 中将（2004年12月—2007年，副政治委员兼） - 张汝成 中将（2007年6月—2012年6月，副政治委员兼） - 刘长银 中将（2012年7月—2016年1月，副政治委员兼） 纪律检查委员会（监察委员会）副书记 - 陈仁麒 中将（1955年12月—1960年4月） - 詹才芳 中将（1956年6月—1963年5月） - 肖元礼 少将（1959年1月—1969年3月） - 贺靖（1983年12月—1985年9月） - 修向辉（1983年12月—1985年8月） - 刘英（1985年12月—1987年12月） - 刘家禾 少将（1986年5月—1990年6月） - 刘明仁 少将（1991年1月—1996年3月） - 李乾元 少将（1994年1月—1994年12月） - 梁同效 少将（1994年1月—？） - 张德仁 少将（1996年3月—？） - 林少玉 少将（1996年3月—？） …… 纪律检查委员会专职委员 - 刘明仁（1984年—1985年8月） - 王世祥 少将（？—？） |

## 广州军区善后工作办公室
| 主任 - 贾晓炜 中将（2016年1月—2017年） - 杨玉文 中将（2017年—） 副主任 - 许再华 少将（2016年1月—） 军事组组长 军事组副组长 保障组组长 保障组副组长 - 陈大民 少将（2016年1月—） - 熊德国 大校（2016年—） | 政治委员 - 周为民 中将（2016年1月—） 副政治委员 - 许进林 少将（2016年1月—） 政工组组长 - 周华君 少将（2016年1月—） 政工组副组长 - 刘元亮 大校（2016年—） - 鲁国成 大校（2016年—2018年2月） |